# Acicastello Beach Soccer
L'A.S.D. Acicastello Beach Soccer è una società sportiva italiana di calcio da spiaggia del comune di Aci Castello in provincia di Catania.